# Marky Ramone and the Intruders
Marky Ramone and the Intruders era una band punk rock fondata da Marky Ramone parallelamente agli ultimi anni d'attività dei Ramones.

## Formazione
- Marky Ramone - batteria
- Jack Pisano - voce e chitarra
- Howie Accused - chitarra
- Alex Crank - voce e basso
- Ben Trokan - voce e chitarra
- Skinny Bones - voce
- Mark Neuman - voce e chitarra

## Discografia

### Album
- 1997 - Marky Ramone and the Intruders
- 1999 - The Answer to Your Problems?
- 2006 - Start of the Century

### Singoli
- 1994 - Coward with the Gun